# Amstel Gold Race 2014
La 49.ª edición de la Amstel Gold Race se disputó el 20 de abril de 2014 sobre un trazado de 251,4 km, entre Maastricht y Valkenburg, en los Países Bajos.
El recorrido de ésta clásica, incluyó 34 cotas y al igual que en la edición anterior, no finalizó en el Cauberg, haciéndolo 1,8 km después. Esta subida que fue utilizada como final durante varios años, debieron ascenderla en cuatro oportunidades.
La prueba perteneció al UCI WorldTour 2014, siendo la undécima competición de dicho calendario.
El ganador fue el belga Philippe Gilbert, logrando así su tercera Amstel Gold Race. En segunda posición llegó Jelle Vanendert y tercero fue Simon Gerrans.

## Equipos participantes
Participaron en la carrera 24 equipos: los 18 de categoría UCI ProTeam (al ser obligatoria su participación) y 6 de categoría Profesional Continental mediante invitación de la organización (Androni Giocattoli-Venezuela, Bardiani CSF, CCC Polsat Polkowice, IAM Cycling, Topsport Vlaanderen-Baloise y Wanty-Groupe Gobert). Cada formación estuvo integrada por 8 corredores, formando un pelotón de 192 ciclistas, de los que acabaron 123.
Además del ganador en 2013, el checo Roman Kreuziger, otros corredores que tomaron la salida fueron Philippe Gilbert, Alejandro Valverde, Joaquim Rodríguez, Michał Kwiatkowski, Vincenzo Nibali, Damiano Cunego, Rui Costa y Simon Gerrans.
| Equipo                               | Cód. UCI | Categoría               |
| ------------------------------------ | -------- | ----------------------- |
| AG2R La Mondiale                     | ALM      | UCI ProTeam             |
| Astana Pro Team                      | AST      | UCI ProTeam             |
| Belkin-Pro Cycling Team              | BEL      | UCI ProTeam             |
| BMC Racing Team                      | BMC      | UCI ProTeam             |
| Cannondale                           | CAN      | UCI ProTeam             |
| FDJ.fr                               | FDJ      | UCI ProTeam             |
| Garmin Sharp                         | GRS      | UCI ProTeam             |
| Lampre-Merida                        | LAM      | UCI ProTeam             |
| Lotto Belisol                        | LTB      | UCI ProTeam             |
| Movistar Team                        | MOV      | UCI ProTeam             |
| Omega Pharma-Quick Step Cycling Team | OPQ      | UCI ProTeam             |
| Orica GreenEDGE                      | OGE      | UCI ProTeam             |
| Team Europcar                        | EUC      | UCI ProTeam             |
| Team Giant-Shimano                   | GIA      | UCI ProTeam             |
| Team Katusha                         | KAT      | UCI ProTeam             |
| Team Sky                             | SKY      | UCI ProTeam             |
| Tinkoff-Saxo                         | TCS      | UCI ProTeam             |
| Trek Factory Racing                  | TFR      | UCI ProTeam             |
| Androni Giocattoli-Venezuela         | AND      | Profesional Continental |
| Bardiani CSF                         | MTN      | Profesional Continental |
| CCC Polsat Polkowice                 | CCC      | Profesional Continental |
| IAM Cycling                          | IAM      | Profesional Continental |
| Topsport Vlaanderen-Baloise          | TSV      | Profesional Continental |
| Wanty-Groupe Gobert                  | WGG      | Profesional Continental |

## Cotas
Estos son los 34 ascensos que los corredores debieron sortear, incluyendo su longitud y pendiente media.
| Cota | Kilómetro | Nombre                     | Longitud (km) | Pendiente (%) |
| 1    | 9,5       | Slingerberg                | 1,2           | 5,4           |
| 2    | 14        | Adsteeg                    | 0,62          | 4,7           |
| 3    | 22        | Lange Raarberg             | 1             | 4,3           |
| 4    | 38        | Bergseweg                  | 2,2           | 3,4           |
| 5    | 50        | Sibbergrubbe(1.er paso)    | 2             | 4,1           |
| 6    | 54        | Cauberg (1.er paso)        | 1,5           | 7             |
| 7    | 58,5      | Geulhemmerberg (1.er paso) | 1             | 5,8           |
| 8    | 78        | Wolfsberg                  | 0,5           | 5,8           |
| 9    | 81        | Loorberg                   | 1,            | 5,1           |
| 10   | 92,5      | Schweiberg                 | 3             | 3,7           |
| 11   | 99        | Camerig                    | 3,6           | 7             |
| 12   | 109,5     | Drielandenpunt             | 2,6           | 4,2           |
| 13   | 114       | Gemmenicherweg             | 2             | 5,4           |
| 14   | 118       | Vijlenerbos                | 1,8           | 5,1           |
| 15   | 126,5     | Eperheide                  | 2,3           | 4,5           |
| 16   | 135       | Gulperberg                 | 1,1           | 5,2           |
| 17   | 138,5     | Plettenberg                | 1,2           | 3,7           |

| Cota | Kilómetro | Nombre                     | Longitud (km) | Pendiente (%) |
| 18   | 140,5     | Eyserweg                   | 2,1           | 4,4           |
| 19   | 145       | Huls                       | 0,9           | 8,3           |
| 20   | 150,5     | Vrakelberg                 | 0,6           | 7,7           |
| 21   | 158       | Sibbergrubbe (2.º paso)    | 2             | 4,1           |
| 22   | 162,5     | Cauberg (2.º paso)         | 1,5           | 7             |
| 23   | 167       | Geulhemmerberg (2.º paso)  | 1             | 5,8           |
| 24   | 180       | Bemelerberg (1.er paso)    | 1,2           | 4             |
| 25   | 195       | Loorberg                   | 1,6           | 5,1           |
| 26   | 204,5     | Gulperberg                 | 0,6           | 9,8           |
| 27   | 210       | Kruisberg                  | 0,8           | 8,4           |
| 28   | 212       | Eyserbosweg                | 1,1           | 7,9           |
| 29   | 216       | Fromberg                   | 1,2           | 4,8           |
| 30   | 220       | Keutenberg                 | 1,7           | 6,1           |
| 31   | 230       | Cauberg (3.er paso)        | 1,5           | 7             |
| 32   | 235       | Geulhemmerberg (3.er paso) | 1             | 5,8           |
| 33   | 243,5     | Bemelerberg (2.º paso)     | 1,2           | 4             |
| 34   | 249       | Cauberg (4.º paso)         | 1,5           | 7             |

## Desarrollo
Una carrera marcada por la poca acción y donde todo se definió en el último paso por el Cauberg.
La fuga del día la protagonizaron Christophe Riblon (Ag2r La Mondiale) y Preben Van Hecke (Topsport Vlaanderen-Baloise), mientras el pelotón los controlaba a distancia. Un intento de fuga de Thomas Voeckler faltando 40 km, al que se sumaron Greg Van Avermaet, Jakob Fuglsang, Aleksandr Kolobnev, Zdeněk Štybar, Pieter Weening, Paul Martens y Tim Wellens, preocupó al grupo mayor que no permitió que tomaran más de medio minuto y finalmente los retornaron al pelotón antes de la penúltima subida.
En los primeros metros del Cauberg, el Omega Pharma-Quick Step endureció la subida, pero una ataque de Samuel Sánchez obligó a Michał Kwiatkowski a ir por él. También se vinieron Simon Gerrans y Alejandro Valverde y tras ser alcanzado, Sánchez redujo el ritmo. Kwiatkowski, Gerrans y Valverde quedaron en cabeza, pero desde atrás fueron atacados por Philippe Gilbert y Gerrans intentó seguirlo pero el ataque del belga fue furibundo y no logró cazarlo. Gilbert rápidamente tomó ventajas y coronó el Cauberg con un centenar de metros de diferencia, mientras el terceto perseguidor era alcanzado por Jelle Vanendert. En el último kilómetro, con terreno favorable, Philippe Gilberrt mantuvo las diferencias ganando en solitario su tercera Amstel Gold Race. A 5 segundos y en segundo lugar llegó Vanendert, quién se adelantó en los últimos metros al terceto que fue encabezado por Gerrans.

## Clasificación final
| Pos. | Ciclista           | Equipo                  | Tiempo          | Puntos UCI |
| ---- | ------------------ | ----------------------- | --------------- | ---------- |
| 1.   | Philippe Gilbert   | BMC Racing              | 6 h 25 min 57 s | 80         |
| 2.   | Jelle Vanendert    | Lotto Belisol           | a 5 s           | 60         |
| 3.   | Simon Gerrans      | Orica GreenEDGE         | a 6 s           | 50         |
| 4.   | Alejandro Valverde | Movistar                | m.t.            | 40         |
| 5.   | Michał Kwiatkowski | Omega Pharma-Quick Step | m.t.            | 30         |
| 6.   | Simon Geschke      | Giant-Shimano           | a 10 s          | 22         |
| 7.   | Bauke Mollema      | Belkin                  | m.t.            | 14         |
| 8.   | Enrico Gasparotto  | Astana                  | m.t.            | 10         |
| 9.   | Dani Moreno        | Katusha                 | m.t.            | 6          |
| 10.  | Yukiya Arashiro    | Europcar                | a 12 s          | 2          |